# Tours préliminaires à la Coupe du monde de football 1958
Navigation
Éliminatoires 1954 Éliminatoires 1962
Cette page vous présente les différents tours préliminaires à la Coupe du monde 1958. C'est la 5e édition des éliminatoires depuis 1934.
Comme pour les précédentes Coupes du monde, les qualifications pour la Coupe du monde de football 1958 sont divisées en zones géographiques dorénavant confiées à une autorité continentale. Ainsi l'Union Européenne de Football Association, en abrégé UEFA, fondée en 1954, organise les éliminatoires de la « zone Europe » et ses 27 pays engagés. La zone « Afrique-Asie » totalise 9 pays engagés, pour 8 à la « zone Amérique du Sud », alors que la « zone Amérique du Nord, centrale et Caraïbes » compte 6 pays inscrits.
Répartition des places qualificatives par zone :
- Zone Europe : 11 places (9 places qualificatives + la RFA, championne du monde en titre et la Suède, pays hôte)
- Zone Amérique du Sud : 3 places
- Zone Amérique du Nord, centrale et Caraïbes : 1 place
- Zone Afrique-Asie : 1 place

## Zone Amérique du Sud
Neuf équipes membres de la Confédération sud-américaine de football s'inscrivent à la compétition. Elles sont réparties en trois groupes de trois équipes. Chaque vainqueur de groupe se qualifie pour la Coupe du monde à l'issue d'un mini-championnat avec rencontres aller-retour.
Les qualifiés de la zone Amérique du Sud pour la Coupe du monde de football 1958 sont le Brésil, l'Argentine et le Paraguay.

### Groupe 10:Brésil
En raison du forfait du Venezuela, le groupe 10 se résume à un duel entre le Brésil et le Pérou. Après le partage des points au match aller à Lima, le Brésil s'impose de justesse à domicile au match retour, obtenant ainsi son billet pour la phase finale.
| Rang | Équipe    | Pts     | J       | G       | N       | P       | Bp      | Bc      | Diff    |  | Résultats (▼ dom., ► ext.) |     |     |
| ---- | --------- | ------- | ------- | ------- | ------- | ------- | ------- | ------- | ------- |  | -------------------------- | --- | --- |
| 1    | Brésil    | 3       | 2       | 1       | 1       | 0       | 2       | 1       | +1      |  | Brésil                     |     | 1-0 |
| 2    | Pérou     | 1       | 2       | 0       | 1       | 1       | 1       | 2       | -1      |  | Pérou                      | 1-1 |     |
| -    | Venezuela | Forfait | Forfait | Forfait | Forfait | Forfait | Forfait | Forfait | Forfait |  | Venezuela                  |     |     |

### Groupe 11:Argentine
L'équipe d'Argentine valide son billet pour la Suède en remportant le groupe 11. L'Argentine, vainqueur de la Copa America 1957 quelques mois plus tôt, joue pour l'occasion sans ses attaquants vedettes Humberto Maschio, Antonio Valentín Angelillo et Omar Sivori qui sont retenus par leur club en Italie.
| Rang | Équipe    | Pts | J | G | N | P | Bp | Bc | Diff |  | Résultats (▼ dom., ► ext.) |     |     |     |
| ---- | --------- | --- | - | - | - | - | -- | -- | ---- |  | -------------------------- | --- | --- | --- |
| 1    | Argentine | 6   | 4 | 3 | 0 | 1 | 10 | 2  | +8   |  | Argentine                  |     | 4-0 | 4-0 |
| 2    | Bolivie   | 4   | 4 | 2 | 0 | 2 | 6  | 6  | 0    |  | Bolivie                    | 2-0 |     | 3-0 |
| 3    | Chili     | 2   | 4 | 1 | 0 | 3 | 2  | 10 | -8   |  | Chili                      | 0-2 | 2-1 |     |

### Groupe 12:Paraguay
Le Paraguay finit en tête du groupe 12 et se qualifie pour la Coupe du monde en Suède en balayant notamment l'Uruguay 5-0 à domicile.
| Rang | Équipe   | Pts | J | G | N | P | Bp | Bc | Diff |  | Résultats (▼ dom., ► ext.) |     |     |     |
| ---- | -------- | --- | - | - | - | - | -- | -- | ---- |  | -------------------------- | --- | --- | --- |
| 1    | Paraguay | 6   | 4 | 3 | 0 | 1 | 11 | 4  | +7   |  | Paraguay                   |     | 5-0 | 3-0 |
| 2    | Uruguay  | 5   | 4 | 2 | 1 | 1 | 4  | 6  | -2   |  | Uruguay                    | 2-0 |     | 1-0 |
| 3    | Colombie | 1   | 4 | 0 | 1 | 3 | 3  | 8  | -5   |  | Colombie                   | 2-3 | 1-1 |     |

## Zone Amérique du Nord, centrale et Caraïbes

### Groupe 13:Mexique
Un total de six équipes nationales participent à la phase qualificative de la zone Amérique du Nord, centrale et Caraïbes. Ces six équipes sont réparties géographiquement en deux groupes de trois. Les vainqueurs de chaque groupe, disputé en matchs aller-retour, se rencontrent lors d'un tour final.
Le Mexique se qualifie pour la Coupe du monde de football 1958 en battant le Costa Rica dans le tour final.

#### Premier tour

##### Groupe Amérique centrale et Caraïbes
Ce groupe  comporte les sélections d'Amérique centrale et des Caraïbes. Le Costa Rica remporte ce groupe, ce qui lui permet de participer au tour final. Le match entre les Antilles néerlandaises et le Guatemala n'est pas disputé parce qu'il n'a pas été permis aux joueurs de la sélection du Guatemala de se rendre aux Antilles néerlandaises. Les deux équipes étant déjà éliminées, cette rencontre n'aurait de toute façon eu aucune influence sur la qualification.
| Rang | Équipe                 | Pts | J | G | N | P | Bp | Bc | Diff |  | Résultats (▼ dom., ► ext.) |     |     |     |
| ---- | ---------------------- | --- | - | - | - | - | -- | -- | ---- |  | -------------------------- | --- | --- | --- |
| 1    | Costa Rica             | 8   | 4 | 4 | 0 | 0 | 15 | 4  | +11  |  | Costa Rica                 |     | 4-0 | 3-1 |
| 2    | Antilles néerlandaises | 2   | 3 | 1 | 0 | 2 | 4  | 7  | -3   |  | Antilles néerlandaises     | 1-2 |     | N/D |
| 3    | Guatemala              | 0   | 3 | 0 | 0 | 3 | 4  | 12 | -8   |  | Guatemala                  | 2-6 | 1-3 |     |

##### Groupe Amérique du Nord
Les trois équipes d'Amérique du Nord (Canada, États-Unis et Mexique) se retrouvent dans ce groupe. Le Mexique, favori, termine premier ce qui lui permet de disputer le tour final.
| Rang | Équipe     | Pts | J | G | N | P | Bp | Bc | Diff |  | Résultats (▼ dom., ► ext.) |     | Drapeau : Canada |     |
| ---- | ---------- | --- | - | - | - | - | -- | -- | ---- |  | -------------------------- | --- | ---------------- | --- |
| 1    | Mexique    | 8   | 4 | 4 | 0 | 0 | 18 | 2  | +16  |  | Mexique                    |     | 3-0              | 6-0 |
| 2    | Canada     | 4   | 4 | 2 | 0 | 2 | 8  | 8  | 0    |  | Canada                     | 0-2 |                  | 5-1 |
| 3    | États-Unis | 0   | 4 | 0 | 0 | 4 | 5  | 21 | -16  |  | États-Unis                 | 2-7 | 2-3              |     |

#### Second tour (final)
Lors du tour final, la sélection du Mexique bat le Costa Rica en match aller-retour et se qualifie pour la Coupe du monde.
| 20 octobre 1957 | Mexique                  | 2 - 0 | Costa Rica | Olimpico, Mexico       |                        |
|                 | Belmonte 77e · López 86e |       |            | Arbitrage : M. Husband | Arbitrage : M. Husband |

| 27 octobre 1957 | Costa Rica | 1 - 1 | Mexique   | Estadio la Sabana, San José |                        |
|                 | Soto 32e   |       | 27e López | Arbitrage : M. Sanchez      | Arbitrage : M. Sanchez |

## Zone Europe
27 sélections européennes se disputent 9 places pour la Coupe du monde. Les équipes sont réparties dans neuf groupes de trois. Le vainqueur de chaque groupe obtient un billet pour la Coupe du monde. Si deux équipes terminent à égalité de points à la première place, un match d'appui disputé en terrain neutre désigne le pays qualifié. Ce cas de figure se produit dans le groupe 6 où l'Union soviétique obtient sa qualification en battant la Pologne à Leipzig. C'est la première et, jusqu'à présent, la dernière fois que les quatre sélections britanniques parviennent à sortir avec succès de la qualification pour la Coupe du monde.
Les qualifiés de la zone Europe pour la Coupe du monde de football 1958 sont la Suède en tant que pays organisateur, l'Allemagne de l'Ouest en tant que champion du monde en titre, les neuf vainqueurs de groupe - Angleterre, France, Hongrie, Tchécoslovaquie, Autriche, Union soviétique, Yougoslavie, Irlande du Nord, Écosse - et le pays de Galles qui sort vainqueur d'un barrage Asie-Europe.

### Groupe 1:Angleterre
L'Angleterre remporte le groupe 1 et se qualifie pour la phase finale de la Coupe du monde.
| Rang | Équipe               | Pts | J | G | N | P | Bp | Bc | Diff |  | Résultats (▼ dom., ► ext.) |     |     |     |
| ---- | -------------------- | --- | - | - | - | - | -- | -- | ---- |  | -------------------------- | --- | --- | --- |
| 1    | Angleterre           | 7   | 4 | 3 | 1 | 0 | 15 | 5  | +10  |  | Angleterre                 |     | 5-1 | 5-2 |
| 2    | République d'Irlande | 5   | 4 | 2 | 1 | 1 | 6  | 7  | -1   |  | République d'Irlande       | 1-1 |     | 2-1 |
| 3    | Danemark             | 0   | 4 | 0 | 0 | 4 | 4  | 13 | -9   |  | Danemark                   | 1-4 | 0-2 |     |

### Groupe 2:France
La France remporte le groupe 2 et se qualifie pour la phase finale de la Coupe du monde.
| Rang | Équipe   | Pts | J | G | N | P | Bp | Bc | Diff |  | Résultats (▼ dom., ► ext.) |     |     |     |
| ---- | -------- | --- | - | - | - | - | -- | -- | ---- |  | -------------------------- | --- | --- | --- |
| 1    | France   | 7   | 4 | 3 | 1 | 0 | 19 | 4  | +15  |  | France                     |     | 6-3 | 8-0 |
| 2    | Belgique | 5   | 4 | 2 | 1 | 1 | 16 | 11 | +5   |  | Belgique                   | 0-0 |     | 8-3 |
| 3    | Islande  | 0   | 4 | 0 | 0 | 4 | 6  | 26 | -20  |  | Islande                    | 1-5 | 2-5 |     |

### Groupe 3:Hongrie
La Hongrie remporte le groupe 3 et se qualifie pour la phase finale de la Coupe du monde.
| Rang | Équipe   | Pts | J | G | N | P | Bp | Bc | Diff |  | Résultats (▼ dom., ► ext.) |     |     |     |
| ---- | -------- | --- | - | - | - | - | -- | -- | ---- |  | -------------------------- | --- | --- | --- |
| 1    | Hongrie  | 6   | 4 | 3 | 0 | 1 | 12 | 4  | +8   |  | Hongrie                    |     | 4-1 | 5-0 |
| 2    | Bulgarie | 4   | 4 | 2 | 0 | 2 | 11 | 7  | +4   |  | Bulgarie                   | 1-2 |     | 7-0 |
| 3    | Norvège  | 2   | 4 | 1 | 0 | 3 | 3  | 15 | -12  |  | Norvège                    | 2-1 | 1-2 |     |

### Groupe 4:Tchécoslovaquie
La Tchécoslovaquie remporte le groupe 4 et se qualifie pour la phase finale de la Coupe du monde. Le pays de Galles se qualifiera également plus tard en battant Israël au cours du barrage Asie-Europe.
| Rang | Équipe             | Pts | J | G | N | P | Bp | Bc | Diff |  | Résultats (▼ dom., ► ext.) |     |     |     |
| ---- | ------------------ | --- | - | - | - | - | -- | -- | ---- |  | -------------------------- | --- | --- | --- |
| 1    | Tchécoslovaquie    | 6   | 4 | 3 | 0 | 1 | 9  | 3  | +6   |  | Tchécoslovaquie            |     | 2-0 | 3-1 |
| 2    | Pays de Galles     | 4   | 4 | 2 | 0 | 2 | 6  | 5  | +1   |  | Pays de Galles             | 1-0 |     | 4-1 |
| 3    | Allemagne de l'Est | 2   | 4 | 1 | 0 | 3 | 5  | 12 | -7   |  | Allemagne de l'Est         | 1-4 | 2-1 |     |

### Groupe 5:Autriche
L'Autriche remporte le groupe 5 et se qualifie pour la phase finale de la Coupe du monde.
| Rang | Équipe     | Pts | J | G | N | P | Bp | Bc | Diff |  | Résultats (▼ dom., ► ext.) |     |     |     |
| ---- | ---------- | --- | - | - | - | - | -- | -- | ---- |  | -------------------------- | --- | --- | --- |
| 1    | Autriche   | 7   | 4 | 3 | 1 | 0 | 14 | 3  | +11  |  | Autriche                   |     | 3-2 | 7-0 |
| 2    | Pays-Bas   | 5   | 4 | 2 | 1 | 1 | 12 | 7  | +5   |  | Pays-Bas                   | 1-1 |     | 4-1 |
| 3    | Luxembourg | 0   | 4 | 0 | 0 | 4 | 3  | 19 | -16  |  | Luxembourg                 | 0-3 | 2-5 |     |

### Groupe 6:Union soviétique
L'Union soviétique et la Pologne terminent premiers du groupe 6 à égalité de points. Victorieuse (2-0) du match d'appui sur terrain neutre contre la Pologne, l'Union soviétique se qualifie pour la phase finale de la Coupe du monde.
| Rang | Équipe           | Pts | J | G | N | P | Bp | Bc | Diff |  | Résultats (▼ dom., ► ext.) |      |     |     |
| ---- | ---------------- | --- | - | - | - | - | -- | -- | ---- |  | -------------------------- | ---- | --- | --- |
| 1    | Union soviétique | 6   | 4 | 3 | 0 | 1 | 16 | 3  | +13  |  | Union soviétique           |      | 3-0 | 2-1 |
| 1    | Pologne          | 6   | 4 | 3 | 0 | 1 | 9  | 5  | +4   |  | Pologne                    | 2-1  |     | 4-0 |
| 3    | Finlande         | 0   | 4 | 0 | 0 | 4 | 2  | 19 | -17  |  | Finlande                   | 0-10 | 1-3 |     |

Match d'appui
| 24 novembre 1957 | Union soviétique             | 2 - 0 | Pologne | Zentralstadion, Leipzig                     |                                             |
|                  | Streltsov 31e · Fiedosow 75e |       |         | Spectateurs : 100 000 Arbitrage : M. Clough | Spectateurs : 100 000 Arbitrage : M. Clough |
|                  | Détails                      |       |         | Spectateurs : 100 000 Arbitrage : M. Clough | Spectateurs : 100 000 Arbitrage : M. Clough |

### Groupe 7:Yougoslavie
La Yougoslavie remporte le groupe 7 et se qualifie pour la phase finale de la Coupe du monde.
| Rang | Équipe      | Pts | J | G | N | P | Bp | Bc | Diff |  | Résultats (▼ dom., ► ext.) |     |     |     |
| ---- | ----------- | --- | - | - | - | - | -- | -- | ---- |  | -------------------------- | --- | --- | --- |
| 1    | Yougoslavie | 6   | 4 | 2 | 2 | 0 | 7  | 2  | +5   |  | Yougoslavie                |     | 2-0 | 4-1 |
| 2    | Roumanie    | 5   | 4 | 2 | 1 | 1 | 6  | 4  | +2   |  | Roumanie                   | 1-1 |     | 3-0 |
| 3    | Grèce       | 1   | 4 | 0 | 1 | 3 | 2  | 9  | -7   |  | Grèce                      | 0-0 | 1-2 |     |

### Groupe 8:Irlande du Nord
L'Irlande du Nord remporte le groupe 8 et se qualifie pour la phase finale de la Coupe du monde.
| Rang | Équipe          | Pts | J | G | N | P | Bp | Bc | Diff |  | Résultats (▼ dom., ► ext.) |     |     |     |
| ---- | --------------- | --- | - | - | - | - | -- | -- | ---- |  | -------------------------- | --- | --- | --- |
| 1    | Irlande du Nord | 5   | 4 | 2 | 1 | 1 | 6  | 3  | +3   |  | Irlande du Nord            |     | 2-1 | 3-0 |
| 2    | Italie          | 4   | 4 | 2 | 0 | 2 | 5  | 5  | 0    |  | Italie                     | 1-0 |     | 3-0 |
| 3    | Portugal        | 3   | 4 | 1 | 1 | 2 | 4  | 7  | -3   |  | Portugal                   | 1-1 | 3-0 |     |

### Groupe 9:Écosse
L'Écosse remporte le groupe 9 et se qualifie pour la phase finale de la Coupe du monde.
| Rang | Équipe  | Pts | J | G | N | P | Bp | Bc | Diff |  | Résultats (▼ dom., ► ext.) |     |     |     |
| ---- | ------- | --- | - | - | - | - | -- | -- | ---- |  | -------------------------- | --- | --- | --- |
| 1    | Écosse  | 6   | 4 | 3 | 0 | 1 | 10 | 9  | +1   |  | Écosse                     |     | 4-2 | 3-2 |
| 2    | Espagne | 5   | 4 | 2 | 1 | 1 | 12 | 8  | +4   |  | Espagne                    | 4-1 |     | 2-2 |
| 3    | Suisse  | 1   | 4 | 0 | 1 | 3 | 6  | 11 | -5   |  | Suisse                     | 1-2 | 1-4 |     |

## Zone Asie-Afrique
Neuf équipes s'engagent pour se disputent la place en Coupe du monde réservée à la zone Asie-Afrique, la FIFA rejetant les inscriptions de la Corée du Sud et de l'Éthiopie. Parmi les neuf équipes inscrites de la zone, seules deux sont du continent africain.
La phase qualificative est ternie par le conflit israélo-palestinien puisque tour à tour la Turquie, l'Indonésie et le Soudan refusent de jouer contre la sélection israélienne. Israël n'ayant joué aucune rencontre et conformément au règlement de la FIFA, un barrage supplémentaire est organisé contre une autre équipe participant aux éliminatoires de la Coupe du monde.
Comme le pays de Galles remporte ce barrage, aucun pays de la zone Asie-Afrique ne se qualifie pour la Coupe du monde de football.
Un tour préliminaire est organisé entre Taïwan et l'Indonésie. La fédération de Taipei chinois de football retire néanmoins son équipe ce qui permet à l'Indonésie de se qualifier pour le premier tour.
|  | Équipe    |         |  |  |  |  |  |  |  |
|  | --------- | ------- |  |  |  |  |  |  |  |
|  | Indonésie | Q.      |  |  |  |  |  |  |  |
|  | Taïwan    | forfait |  |  |  |  |  |  |  |

### Premier tour

#### Groupe 1
Dans le groupe 1, la Chine et l'Indonésie remportent chacune leur match à domicile et se retrouvent à égalité de points. Un match d'appui est alors nécessaire. Ce match, disputé sur terrain neutre à Rangoon en Birmanie, se termine sur le score de 0-0 après prolongation (la séance de tirs au but n'existant pas à l'époque). Le comité exécutif de la FIFA renonce à procéder à un tirage au sort et décide de prendre en compte les scores des rencontres : l'Indonésie ayant marqué trois buts à l'extérieur, elle a une moyenne de buts à son avantage et est donc qualifiée pour le second tour.
| 12 mai 1957 | Indonésie        | 2 - 0 | Chine | Djakarta             |                      |
|             | Ramang · Witarsa |       |       | Arbitrage : M. Jonni | Arbitrage : M. Jonni |

| 2 juin 1957 | Chine                                      | 4 - 3 | Indonésie            | Pékin                      |                            |
|             | Wang Lu , · Ha Tseung Kuang · Sun Fu Cheng |       | Witarsa , · S.Hassan | Arbitrage : M. Chakravarti | Arbitrage : M. Chakravarti |

| 23 juin 1957 Match d'appui | Indonésie | 0 - 0 a. p. | Chine | Rangoon                    |
|                            |           |             |       | Arbitrage : M. U Ba Thaung |

#### Groupe 2
Dans le groupe 2, la Turquie refuse de jouer contre Israël qui se qualifie sans jouer pour le second tour.
|  | Équipe  |         |  |  |  |  |  |  |  |
|  | ------- | ------- |  |  |  |  |  |  |  |
|  | Israël  | Q.      |  |  |  |  |  |  |  |
|  | Turquie | forfait |  |  |  |  |  |  |  |

#### Groupe 3
Dans le groupe 3, Chypre ne peut se rendre en Égypte car les autorités britanniques refusent d'accorder un visa aux joueurs de la sélection. Chypre déclare alors forfait et l'Égypte accède au second tour.
|  | Équipe |         |  |  |  |  |  |  |  |
|  | ------ | ------- |  |  |  |  |  |  |  |
|  | Égypte | Q.      |  |  |  |  |  |  |  |
|  | Chypre | forfait |  |  |  |  |  |  |  |

#### Groupe 4
Les rencontres de ce dernier groupe opposent le Soudan et la Syrie. En gagnant à Khartoum à l'aller puis en assurant le nul au retour le Soudan élimine la Syrie.
| 8 mai 1957 | Soudan  | 1 - 0 | Syrie | Khartoum             |                      |
|            | M.Osman |       |       | Arbitrage : M. Pieri | Arbitrage : M. Pieri |

| 24 mai 1957 | Syrie  | 1 - 1 | Soudan  | Damas                    |                          |
|             | Ciabra |       | M.Osman | Arbitrage : M. Ioannidis | Arbitrage : M. Ioannidis |

### Second tour
L'Indonésie veut affronter Israël sur terrain neutre mais la FIFA refuse. L'Indonésie déclare alors forfait entraînant la qualification d'Israël pour le tour suivant.
|  | Équipe    |         |  |  |  |  |  |  |  |
|  | --------- | ------- |  |  |  |  |  |  |  |
|  | Israël    | Q.      |  |  |  |  |  |  |  |
|  | Indonésie | forfait |  |  |  |  |  |  |  |

L'Égypte déclare forfait et permet au Soudan d'accéder automatiquement au tour final.
|  | Équipe |         |  |  |  |  |  |  |  |
|  | ------ | ------- |  |  |  |  |  |  |  |
|  | Soudan | Q.      |  |  |  |  |  |  |  |
|  | Égypte | forfait |  |  |  |  |  |  |  |

### Troisième tour
Le troisième et dernier tour oppose Israël au Soudan, le vainqueur de cette confrontation étant théoriquement qualifié pour la Coupe du monde. 
Le Soudan refuse de jouer contre Israël pour des raisons politiques. Israël est vainqueur sur tapis vert mais ne peut obtenir son billet pour la phase finale de la Coupe du monde en vertu du règlement de la compétition. Un match de barrage supplémentaire est organisé pour attribuer la place initialement dévolue à la zone Asie-Afrique.
|  | Équipe |         |  |  |  |  |  |  |  |
|  | ------ | ------- |  |  |  |  |  |  |  |
|  | Israël | Q.      |  |  |  |  |  |  |  |
|  | Soudan | forfait |  |  |  |  |  |  |  |

### Barrage Asie-Europe:Pays de Galles
En principe, l'équipe d'Israël aurait dû être qualifiée pour la Coupe du monde 1958 après le forfait de tous ses adversaires. Cependant le nouveau règlement de la FIFA interdit désormais qu'une équipe autre que le tenant du titre et le pays organisateur puisse se qualifier sans avoir disputé le moindre match. Ainsi un barrage en matchs aller-retour est spécialement organisé entre Israël et l'un des seconds de la zone Europe. La Belgique est repêchée par tirage au sort pour disputer le barrage mais elle décline l'offre. Le pays de Galles, second du groupe 4, est alors tiré au sort et accepte de disputer les matchs de barrage.
Le Pays de Galles remporte les rencontres aller et retour sur le score de 2-0 ce qui lui permet de se qualifier pour la Coupe du monde 1958 en s'emparant de la place initialement réservée à un pays d'Asie et d'Afrique.
| 15 janvier 1958 | Israël  | 0 - 2 | Pays de Galles               | Ramat Gan, Tel Aviv                                |                                                    |
|                 |         |       | 38e L. Allchurch · 65e Bowen | Spectateurs : 60 000 Arbitrage : M. Maurice Guigue | Spectateurs : 60 000 Arbitrage : M. Maurice Guigue |
|                 | détails |       |                              | Spectateurs : 60 000 Arbitrage : M. Maurice Guigue | Spectateurs : 60 000 Arbitrage : M. Maurice Guigue |

| 5 février 1958 | Pays de Galles               | 2 - 0 | Israël | Ninian Park, Cardiff                         |                                              |
|                | I. Allchurch 76e · Jones 80e |       |        | Spectateurs : 30 000 Arbitrage : M. Schipper | Spectateurs : 30 000 Arbitrage : M. Schipper |
|                | détails                      |       |        | Spectateurs : 30 000 Arbitrage : M. Schipper | Spectateurs : 30 000 Arbitrage : M. Schipper |

## Les qualifiés
- Suède (pays organisateur)
- Brésil
- Allemagne de l'Ouest (tenant du titre)
- France
- Irlande du Nord
- Paraguay
- Yougoslavie
- Écosse
- Argentine
- Union soviétique
- Hongrie
- Autriche
- Tchécoslovaquie
- Pays de Galles
- Angleterre
- Mexique